# Magnus Julius De la Gardie

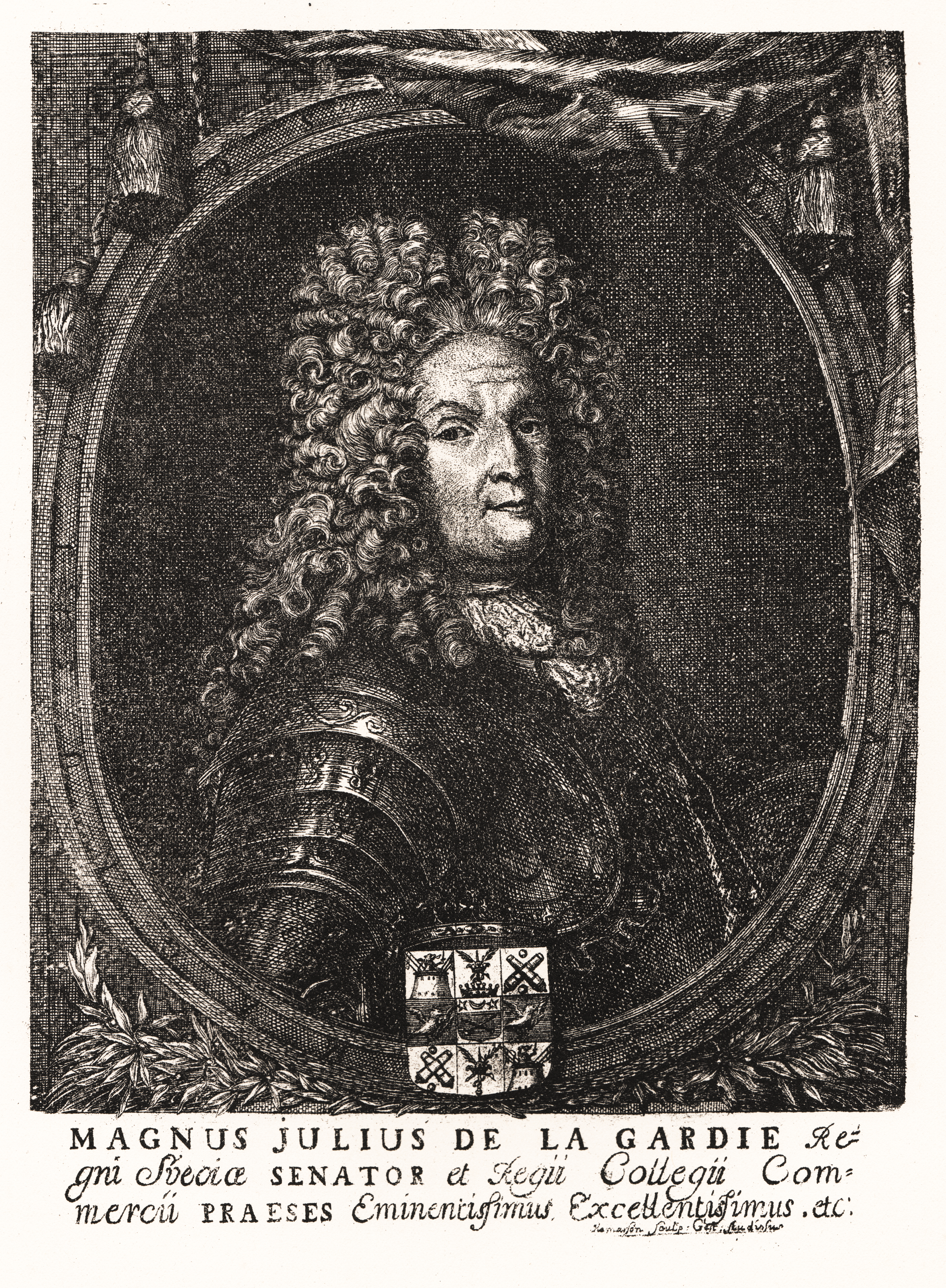
Kupferstich von 1730

Magnus Julius De la Gardie  (* 14. April 1668 in Stockholm; † 28. April 1741 ebenda) war ein schwedischer General und Staatsmann, Mitglied der Partei der Hüte.

## Leben
Magnus Julius De la Gardie, ein Sohn von Axel Julius De la Gardie, startete seine militärische Karriere in der Französischen Armee und kämpfte mit ihr im Spanischen Erbfolgekrieg. Nach der Schlacht von Malplaquet 1709 wurde er schwedischer Oberst im Königlichen Dalarnaregiment, das er in der Schlacht bei Gadebusch 1712 anführte. Nach der erfolgreichen Schlacht wurde er zum Generalmajor ernannt. 1717 wurde er zum Generalleutnant befördert. Infolge des Todes von König Karl XII. wurde Magnus Julius De la Gardie Mitglied des schwedischen Reichsrats. Als neu ernanntes Mitglied des Reichsrats beauftragte er den Architekten Joseph Gabriel Destain, das Schloss Tullgarn zu restaurieren. 1719 wurde er zum Präsidenten des Kommerkollegiums ernannt. 1727 wurde er Marschall.
Magnus Julius De la Gardie war ein ausgewiesener Freund Frankreichs. Als sich der schwedische Ständereichstag 1734 konstituierte, trat er für enge Bindungen zwischen Frankreich und Schweden ein. Inspiriert von französischen Vorbildern führte er politische Salons in Schweden ein, eine Neuheit in Schweden zu der Zeit. Es wird angenommen, dass die Partei der Hüte sich bei einer dieser Einrichtungen gründete.
Er war mit Hedvig Catharina De la Gardie (1695–1745) verheiratet und wurde Vater von Eva Ekeblad und Hedvig Catharina von Fersen. Magnus Julius De la Gardie war Eigentümer des Schlosses Eksjöhovgård, das er in den 1730er Jahren umbauen ließ. Er starb 1741 in Stockholm.